# マーシャル・プラムリー
マーシャル・ハリソン・プラムリー  (Marshall Harrison Plumlee 1992年6月14日 - )は、アメリカ合衆国・インディアナ州ウェストラファイエット出身の元バスケットボール選手。
長兄のマイルズ・プラムリー、次兄のメイソン・プラムリーもNBA選手として活躍している。

## 来歴
ノースカロライナ州のクリスト高校で活躍した後、2012年にデューク大学に進学。2015年にはNCAAトーナメントで優勝を経験。最終学年の2015-16シーズンまでプレーしたものの、2016年のNBAドラフトでは、どのチームからも指名を受けることは出来なかった。
プラムリーは2016年夏のNBAサマーリーグで、ニューヨーク・ニックスの一員として参加。そこで奮闘したプラムリーは、ニックスの首脳陣に好印象を与え、7月7日に選手契約を勝ち取り、念願のNBA選手となった。
2017年7月にニックスを解雇。8月19日にロサンゼルス・クリッパーズと契約した。しかし、開幕ロースターに残ることが出来ず解雇。解雇後、傘下のアグアカリエンテ・クリッパーズに送られた。

## その他
- 二人の兄 (マイルスとメイソン} もデューク大学出身で、2010年にNCAAチャンピオンを経験した。
- 2015年のNCAAチャンピオンのメンバーには、ジャーリール・オカフォー、ジャスティス・ウィンスロー、タイアス・ジョーンズなどがおり、上記の3名は1年間大学でプレーした後2015年のNBAドラフトにエントリーしNBA入りした。